# Ianiropsis epilittoralis
Ianiropsis epilittoralis är en kräftdjursart som beskrevs av Menzies1952. Ianiropsis epilittoralis ingår i släktet Ianiropsis och familjen Janiridae. Inga underarter finns listade i Catalogue of Life.